# دوغلاس ماري ماكين
دوغلاس ماري ماكين (بالإنجليزية: Douglas Mary McKain)‏ هي ممرضة وقابلة نيوزيلندية، ولدت في 20 يوليو 1789، وتوفيت في 3 أبريل 1873.